# كاسلفينيا 2: سايمونز كويست
كاسلفينيا 2:سايمونز كويست (بالإنجليزية:Castlevania II: Simon's Quest) (باليابانية:ドラキュラII 呪いの封印) ، هي لعبة إلكترونية يابانية من صنف لعبة مغامرات الأكشن و لعبة منصات، أنتجها شركة كونامي اليابانية بتاريخ 28 أغسطس سنة 1987م، وانتشرت في الولايات المتحدة وبقية دول العالم باللغة الإنجليزية بتاريخ اليوم الأول من ديسمبر عام 1988م، تعمل على أنظمة نينتندو إنترتينمنت سيستم في فترة الثمانينات من القرن العشرين، وأنظمة وي أعوام 2005 و 2007 و 2013 ، وتلعب للشخص الواحد.

## وصلات خارجية
- كاسلفينيا 2: سايمونز كويست على موقع IMDb (الإنجليزية)

- كاسلفينيا 2: سايمونز كويست guide في موقع ستراتيجي ويكي
- كاسلفينيا 2: سايمونز كويست على موبي غيمز